# Bailliage d'Olten
1623–1798
Entités précédentes :
- Ville d'Olten
- Bailliage de Gösgen

Le bailliage d'Olten est un bailliage du canton de Soleure. Il est créé en 1623 par réunion de la ville d'Olten et du Werderamt, qui faisait partie du bailliage de Gösgen jusqu'à cette date. Le bailliage est supprimé en 1798.

## Histoire
Le bailliage est créé en 1623.